# Squash aux Jeux panaméricains
Le squash fait partie des Jeux panaméricains depuis 1995 après le lobbying réussi des fédérations canadiennes et américaines. Initialement, les médailles sont décernées dans quatre compétitions : pour les hommes et les femmes, dans les compétitions individuelles et par équipes. Depuis 2011, il y a également un double masculin et féminin de sorte qu'un total de six médailles seront décernées en squash.

Avec un total de 13 des 35 médailles d'or possibles, le Canada est de loin le pays qui connaît le plus de succès. Le Canada a également remporté toutes les compétitions des Jeux de 1999 dans leur ville de Winnipeg. La Colombie et le Mexique  remportent l'or cinq fois et le Pérou une fois. Bien que les sélections masculines et féminines connaissent le même succès auprès des Canadiens, la domination féminine est frappante aux États-Unis, emmenés par une joueuse d'exception Amanda Sobhy qui remporte trois médailles d'or pour l'édition 2019.
Dans les compétitions individuelles, il n'y a pas de match pour la médaille de bronze. Les perdants des demi-finales sont tous deux médaillés de bronze. Dans les compétitions par équipes, l'organisateur peut décider de manière indépendante. En 1995 et 2007, par exemple, il y a eu un match pour le bronze ; le duel a été supprimé depuis. 

## Hommes
Jusqu'en 2007, personne ne réussit à briser la domination canadienne. C'est seulement à Rio de Janeiro qu'Eric Gálvez, du Mexique, remporte la première médaille d'or pour un joueur de squash non canadien. Le Canada doit également s'incliner dans la compétition par équipes,  battu par la sélection colombienne en finale. Étonnamment Jonathon Power, ancien champion du monde et numéro un mondial, n'a jamais pu s'inscrire sur la liste des vainqueurs. Seule une médaille d'argent aux Jeux de 1995 (Mar del Plata) est inscrite à son palmarès. Ainsi, la victoire individuelle aux Jeux panaméricains demeure l'un des rares titres que Jonathon Power n'a jamais pu remporter.

### Individuel
| Édition | Lieu           | Or                              | Argent                          | Bronze                                                   |
| ------- | -------------- | ------------------------------- | ------------------------------- | -------------------------------------------------------- |
| 2019    | Lima           | Diego Elías Pérou               | Miguel Ángel Rodríguez Colombie | Robertino Pezzota Argentine César Salazar Mexique        |
| 2015    | Toronto        | Miguel Ángel Rodríguez Colombie | Diego Elías Pérou               | Shawn Delierre Canada César Salazar Colombie             |
| 2011    | Guadalajara    | Miguel Ángel Rodríguez Colombie | César Salazar Mexique           | Shawn Delierre Canada Arturo Salazar Mexique             |
| 2007    | Rio de Janeiro | Eric Gálvez Mexique             | Julian Illingworth États-Unis   | Shawn Delierre Canada Miguel Ángel Rodríguez Colombie    |
| 2003    | Saint-Domingue | Shahier Razik Canada            | Graham Ryding Canada            | Preston Quick États-Unis Ronivaldo Conceição Brésil      |
| 1999    | Winnipeg       | Graham Ryding Canada            | Jorge Gutiérrez Keen Argentine  | Federico Usandizaga Argentine Ronivaldo Conceição Brésil |
| 1995    | Mar del Plata  | Gary Waite Canada               | Jonathon Power Canada           | Jamie Crombie Canada Sabir Butt Canada                   |

### Double
| Édition | Lieu        | Or                                         | Argent                                                      | Bronze                                                                                     |
| ------- | ----------- | ------------------------------------------ | ----------------------------------------------------------- | ------------------------------------------------------------------------------------------ |
| 2019    | Lima        | Chris Hanson Todd Harrity États-Unis       | Nick Sachvie Shawn Delierre Canada                          | Arturo Salazar César Salazar Mexique Diego Elías Alonso Escudero Pérou                     |
| 2015    | Toronto     | Andrés Herrera Juan Camilo Vargas Colombie | Andrew Schnell Graeme Schnell Canada                        | Diego Elías Andrés Duany Pérou Chris Hanson Christopher Gordon États-Unis                  |
| 2011    | Guadalajara | Arturo Salazar Eric Gálvez Mexique         | Julian Illingworth États-Unis Christopher Gordon États-Unis | Hernán D'Arcangelo Robertino Pezzota Argentine Esteban Casarino Nicolás Caballero Paraguay |

### Équipes
| Édition | Lieu                  | Or                                                              | Argent                                                                         | Bronze                                                           |
| ------- | --------------------- | --------------------------------------------------------------- | ------------------------------------------------------------------------------ | ---------------------------------------------------------------- |
| 2019    | Pérou                 | Todd Harrity Chris Hanson Andrew Douglas États-Unis             | Miguel Ángel Rodríguez Juan Camilo Vargas Andrés Herrera Colombie              | Shawn Delierre Nick Sachvie Graeme Schnell Canada                |
| 2019    | Pérou                 | Todd Harrity Chris Hanson Andrew Douglas États-Unis             | Miguel Ángel Rodríguez Juan Camilo Vargas Andrés Herrera Colombie              | César Salazar Arturo Salazar Alfredo Ávila Mexique               |
| 2015    | Toronto               | Shawn Delierre Andrew Schnell Graeme Schnell Canada             | César Salazar Arturo Salazar Eric Gálvez Mexique                               | Robertino Pezzota Rodrigo Pezzota Leandro Romiglio Argentine     |
| 2015    | Toronto               | Shawn Delierre Andrew Schnell Graeme Schnell Canada             | César Salazar Arturo Salazar Eric Gálvez Mexique                               | Christopher Gordon Todd Harrity Chris Hanson États-Unis          |
| 2011    | Guadalajara           | César Salazar Arturo Salazar Eric Gálvez Mexique                | Shawn Delierre Shahier Razik Andrew Schnell Canada                             | Rafael Alarçón Vinicius Rodrigues Vinicius De Lima Brésil        |
| 2011    | Guadalajara           | César Salazar Arturo Salazar Eric Gálvez Mexique                | Shawn Delierre Shahier Razik Andrew Schnell Canada                             | Julian Illingworth Christopher Gordon Graham Bassett États-Unis  |
| 2007    | Brésil Rio de Janeiro | Miguel Ángel Rodríguez Bernardo Samper Javier Castilla Colombie | Shahier Razik Shawn Delierre Robin Clarke Canada                               | Eric Gálvez Jorge Baltazar Marcos Méndez Mexique                 |
| 2007    | Brésil Rio de Janeiro | Miguel Ángel Rodríguez Bernardo Samper Javier Castilla Colombie | Shahier Razik Shawn Delierre Robin Clarke Canada                               | Rafael Alarçón Ronivaldo Conceição Luciano Barbosa Brésil        |
| 2003    | Saint-Domingue        | Graham Ryding Viktor Berg Shahier Razik Canada                  | Rafael Alarçón Ronivaldo Conceição Luciano Barbosa Brésil                      | Eric Gálvez Marcos Méndez Armando Zarazúa Mexique                |
| 2003    | Saint-Domingue        | Graham Ryding Viktor Berg Shahier Razik Canada                  | Rafael Alarçón Ronivaldo Conceição Luciano Barbosa Brésil                      | Jorge Gutiérrez Keen Robertino Pezzota Rodrigo Pezzota Argentine |
| 1999    | Winnipeg              | Graham Ryding Jamie Crombie Kelly Patrick Canada                | Ronivaldo Conceição Luis Borges Mario Oliveira Brésil                          | Colombie                                                         |
| 1999    | Winnipeg              | Graham Ryding Jamie Crombie Kelly Patrick Canada                | Ronivaldo Conceição Luis Borges Mario Oliveira Brésil                          | Federico Usandizaga Jorge Gutiérrez Keen Argentine               |
| 1995    | Mar del Plata         | Gary Waite Jonathon Power Sabir Butt Jamie Crombie Canada       | Ezequiel Albello Juan Pablo García Horacio Resta Federico Usandizaga Argentine | Brésil                                                           |

### Tableau des médailles
| Place | Pays       | Or | Argent | Bronze | total |
| ----- | ---------- | -- | ------ | ------ | ----- |
| 1     | Canada     | 7  | 6      | 6      | 21    |
| 2     | Colombie   | 4  | 2      | 2      | 8     |
| 3     | Mexique    | 3  | 2      | 7      | 12    |
| 4     | États-Unis | 2  | 2      | 4      | 8     |
| 5     | Pérou      | 1  | 1      | 2      | 6     |
| 6     | Brésil     | −  | 2      | 5      | 7     |
| 6     | Argentine  | −  | 2      | 6      | 8     |
| 8     | Paraguay   | −  | −      | 1      | 1     |

## Dames
Jusqu'en 2011, les finales des compétitions féminines ont toujours été une affaire purement canado-américaine. Les Canadiens ont remporté cinq des huit finales. Ce n'est qu'en 2011 que la Mexicaine Samantha Terán réussit à mettre fin à la domination de ces deux nations. 

### Individuel
| Édition | Lieu                  | Or                          | Argent                       | Bronze                                              |
| ------- | --------------------- | --------------------------- | ---------------------------- | --------------------------------------------------- |
| 2019    | Lima                  | Amanda Sobhy États-Unis     | Olivia Blatchford États-Unis | Hollie Naughton Canada Samantha Cornett Canada      |
| 2015    | Toronto               | Amanda Sobhy États-Unis     | Olivia Blatchford États-Unis | Samantha Terán Mexique Samantha Cornett Canada      |
| 2011    | Guadalajara           | Samantha Terán Mexique      | Samantha Cornett Canada      | Nicolette Fernandes Guyana Miranda Ranieri Canada   |
| 2007    | Brésil Rio de Janeiro | Natalie Grainger États-Unis | Alana Miller Canada          | Samantha Terán Mexique Runa Reta Canada             |
| 2003    | Saint-Domingue        | Latasha Khan États-Unis     | Melanie Jans Canada          | Samantha Terán Mexique Marnie Baizley Canada        |
| 1999    | Winnipeg              | Melanie Jans Canada         | Demer Holleran États-Unis    | Latasha Khan États-Unis Marnie Baizley Canada       |
| 1995    | Mar del Plata         | Heather Wallace Canada      | Demer Holleran États-Unis    | Ellie Pierce États-Unis Alicia McConnell États-Unis |

### Double
| Édition | Lieu        | Or                                       | Argent                                      | Bronze                                                                                  |
| ------- | ----------- | ---------------------------------------- | ------------------------------------------- | --------------------------------------------------------------------------------------- |
| 2019    | Lima        | Amanda Sobhy Sabrina Sobhy États-Unis    | Samantha Cornett Danielle Letourneau Canada | Anita Pinto Giselle Delgado Chili María Tovar Laura Tovar Colombie                      |
| 2015    | Toronto     | Amanda Sobhy Natalie Grainger États-Unis | Samantha Cornett Nikki Todd Canada          | Samantha Terán Karla Urrutia Mexique Catalina Peláez Laura Tovar Colombie               |
| 2011    | Guadalajara | Nayelly Hernández Samantha Terán Mexique | Catalina Peláez Silvia Angulo Colombie      | Miranda Ranieri Stephanie Edmison Canada Maria Elena Ubina Olivia Blatchford États-Unis |

### Équipes
| Édition | Lieu                  | Or                                                                   | Argent                                                               | Bronze                                                         |
| ------- | --------------------- | -------------------------------------------------------------------- | -------------------------------------------------------------------- | -------------------------------------------------------------- |
| 2019    | Lima                  | Amanda Sobhy Olivia Blatchford Sabrina Sobhy États-Unis              | Hollie Naughton Samantha Cornett Danielle Letourneau Canada          | Catalina Peláez Laura Tovar María Tovar Colombie               |
| 2019    | Lima                  | Amanda Sobhy Olivia Blatchford Sabrina Sobhy États-Unis              | Hollie Naughton Samantha Cornett Danielle Letourneau Canada          | Diana García Dina Anguiano Gómez Samantha Terán Mexique        |
| 2015    | Toronto               | Amanda Sobhy Olivia Blatchford Natalie Grainger États-Unis           | Samantha Cornett Nikki Todd Hollie Naughton Canada                   | Samantha Terán Karla Urrutia Diana García Mexique              |
| 2015    | Toronto               | Amanda Sobhy Olivia Blatchford Natalie Grainger États-Unis           | Samantha Cornett Nikki Todd Hollie Naughton Canada                   | Catalina Peláez Laura Tovar Karol González Colombie            |
| 2011    | Guadalajara           | Samantha Cornett Stephanie Edmison Miranda Ranieri Canada            | Catalina Peláez Silvia Angulo Ana Gabriela Porras Colombie           | Olivia Blatchford Maria Elena Ubina Lily Lorentzen États-Unis  |
| 2011    | Guadalajara           | Samantha Cornett Stephanie Edmison Miranda Ranieri Canada            | Catalina Peláez Silvia Angulo Ana Gabriela Porras Colombie           | Samantha Terán Nayelly Hernández Imelda Salazar Mexique        |
| 2007    | Brésil Rio de Janeiro | Carolyn Russell Runa Reta Alana Miller Canada                        | Natalie Grainger Latasha Khan Michelle Quibell États-Unis            | Samantha Terán Nayelly Hernández Karina Herrera Zúñiga Mexique |
| 2007    | Brésil Rio de Janeiro | Carolyn Russell Runa Reta Alana Miller Canada                        | Natalie Grainger Latasha Khan Michelle Quibell États-Unis            | Catalina Peláez Silvia Angulo Isabel Restrepo Colombie         |
| 2003    | Saint-Domingue        | Meredeth Quick Latasha Khan Louisa Hall États-Unis                   | Carolyn Russell Melanie Jans Marnie Baizley Canada                   | Karen Redfern Patricia Pamplona Flávia Roberts Brésil          |
| 2003    | Saint-Domingue        | Meredeth Quick Latasha Khan Louisa Hall États-Unis                   | Carolyn Russell Melanie Jans Marnie Baizley Canada                   | Samantha Terán Teresa Osorio Diana Huerta Mexique              |
| 1999    | Winnipeg              | Carolyn Russell Melanie Jans Marnie Baizley Kelsey Souchereau Canada | Demer Holleran Berkeley Belknap Latasha Khan Shabana Khan États-Unis | Adriana Moura Karen Redfern Flávia Roberts Brésil              |
| 1999    | Winnipeg              | Carolyn Russell Melanie Jans Marnie Baizley Kelsey Souchereau Canada | Demer Holleran Berkeley Belknap Latasha Khan Shabana Khan États-Unis | Teresa Osorio Mexique                                          |
| 1995    | Mar del Plata         | Heather Wallace Melanie Jans Kelsey Souchereau Anita Soni Canada     | Demer Holleran Ellie Pierce Alicia McConnell Shabana Khan États-Unis | Maria Castro Colombie                                          |

### Tableau des médailles
| Place | Pays       | Or | Argent | Bronze | total |
| ----- | ---------- | -- | ------ | ------ | ----- |
| 1     | États-Unis | 9  | 7      | 5      | 21    |
| 2     | Canada     | 6  | 8      | 8      | 22    |
| 3     | Mexique    | 2  | −      | 10     | 12    |
| 4     | Colombie   | −  | 2      | 6      | 8     |
| 5     | Brésil     | −  | −      | 2      | 2     |
| 6     | Guyana     | −  | −      | 1      | 1     |
| 6     | Chili      | −  | −      | 1      | 1     |

## Mixte
| Édition | Lieu | Or                                              | Argent                             | Bronze                                                                            |
| ------- | ---- | ----------------------------------------------- | ---------------------------------- | --------------------------------------------------------------------------------- |
| 2019    | Lima | Catalina Peláez Miguel Ángel Rodríguez Colombie | Diana García Alfredo Ávila Mexique | Olivia Blatchford Andrew Douglas États-Unis Hollie Naughton Andrew Schnell Canada |

## Tableau des médailles
| Platz | Land       | Or | Argent | Bronze | Gesamt |
| ----- | ---------- | -- | ------ | ------ | ------ |
| 1     | Canada     | 13 | 14     | 15     | 42     |
| 2     | États-Unis | 11 | 9      | 10     | 30     |
| 3     | Colombie   | 5  | 4      | 8      | 17     |
| 4     | Mexique    | 5  | 3      | 17     | 25     |
| 5     | Pérou      | 1  | 1      | 2      | 4      |
| 6     | Brésil     | -  | 2      | 7      | 9      |
| 7     | Argentine  | −  | 2      | 6      | 8      |
| 8     | Chili      | −  | −      | 1      | 1      |
| 8     | Guyana     | −  | −      | 1      | 1      |
| 8     | Paraguay   | −  | −      | 1      | 1      |